# Кубок Білорусі з футболу 2001—2002
Кубок Білорусі з футболу 2001–2002 — 11-й розіграш кубкового футбольного турніру в Білорусі. Титул вперше здобув Гомель.

## Календар
| Раунд        | Дата                    | Матчі | Клуби   |
| ------------ | ----------------------- | ----- | ------- |
| Перший раунд | 15 серпня 2001          | 9     | 36 → 27 |
| Другий раунд | 26-27 серпня 2001       | 11    | 27 → 16 |
| 1/8 фіналу   | 14 жовтня 2001          | 8     | 16 → 8  |
| 1/4 фіналу   | 25 квітня/2 травня 2002 | 8     | 8 → 4   |
| 1/2 фіналу   | 10/18 травня 2002       | 4     | 4 → 2   |
| Фінал        | 26 травня 2002          | 1     | 2 → 1   |

## Перший раунд
| Команда 1              | Рахунок      | Команда 2                   |
| ---------------------- | ------------ | --------------------------- |
| 15 серпня 2001         |              |                             |
| Локомотив (Мінськ) (3) | 2:0          | Неман (Мости) (2)           |
| РУОР (Мінськ) (3)      | 0:1          | Торпедо (Жодино) (2)        |
| Верас (Несвіж) (3)     | 2:0          | Свіслоч (Осиповичі) (2)     |
| Сморгонь (3)           | 0:0 пен. 4:2 | Керамік (Береза) (2)        |
| СКАФ (Мінськ) (3)      | 2:0          | Дніпро-ДЮСШ-1 (Рогачов) (2) |
| Забудова (Чисть) (3)   | 0:2          | Граніт (Мікашевичі) (2)     |
| Пінськ-900 (3)         | 2:1 дч       | Ліда (2)                    |
| Старі Дороги (3)       | 0:1 дч       | Хімік (Світлогорськ) (2)    |
| Барановичі (3)         | +:-          | Орша (2)                    |

## Другий раунд
| Команда 1                     | Рахунок | Команда 2                  |
| ----------------------------- | ------- | -------------------------- |
| 26 серпня 2001                |         |                            |
| Торпедо-Кадино (Могильов) (2) | 2:3     | Нафтан                     |
| Зірка-БДУ (Мінськ) (2)        | 0:1     | Дніпро-Трансмаш (Могильов) |
| Барановичі (3)                | 1:0     | Локомотив-96 (Вітебськ)    |
| Граніт (Мікашевичі) (2)       | 1:2     | Динамо (Берестя)           |
| Комунальник (Слонім) (2)      | 1:3     | Ведрич-97 (Річиця)         |
| СКАФ (Мінськ) (3)             | 0:6     | БАТЕ                       |
| Сморгонь (3)                  | 0:3     | Торпедо-МАЗ (Мінськ)       |
| Верас (Несвіж) (3)            | 1:3     | Славія-Мозир               |
| Хімік (Світлогорськ) (2)      | 2:1     | Торпедо (Жодино) (2)       |
| Пінськ-900 (3)                | 1:2 дч  | Локомотив (Мінськ) (3)     |
| 27 серпня 2001                |         |                            |
| Даріда                        | 0:1     | Шахтар (Солігорськ)        |

## 1/8 фіналу
| Команда 1                  | Рахунок | Команда 2              |
| -------------------------- | ------- | ---------------------- |
| 14 жовтня 2001             |         |                        |
| Шахтар (Солігорськ)        | 2:1     | Німан-Белкард          |
| Нафтан                     | 0:1 дч  | Динамо (Мінськ)        |
| Дніпро-Трансмаш (Могильов) | 0:1     | Локомотив (Мінськ) (3) |
| Динамо (Берестя)           | 4:0     | Барановичі (3)         |
| Славія-Мозир               | 2:1 дч  | Ведрич-97 (Річиця)     |
| Торпедо-МАЗ (Мінськ)       | 1:2     | БАТЕ                   |
| Хімік (Світлогорськ) (2)   | 3:0     | Білшина                |
| Гомель                     | 2:1     | Молодечно-2000         |

## 1/4 фіналу
| Команда 1                | Заг.         | Команда 2        | 1-й матч | 2-й матч |
| ------------------------ | ------------ | ---------------- | -------- | -------- |
| 25 квітня/2 травня 2002  |              |                  |          |          |
| Локомотив (Мінськ) (2)   | 1:5          | Динамо (Берестя) | 0:1      | 1:4      |
| Хімік (Світлогорськ) (2) | 1:6          | БАТЕ             | 1:1      | 0:5      |
| Гомель                   | 2:2 пен. 3:2 | Динамо (Мінськ)  | 1:1      | 1:1      |
| Шахтар (Солігорськ)      | 1:1 (ч)      | Славія-Мозир     | 0:0      | 1:1      |

## 1/2 фіналу
| Команда 1           | Заг. | Команда 2 | 1-й матч | 2-й матч |
| ------------------- | ---- | --------- | -------- | -------- |
| 10/18 травня 2002   |      |           |          |          |
| Динамо (Берестя)    | 1:2  | Гомель    | 1:1      | 0:1      |
| Шахтар (Солігорськ) | 0:4  | БАТЕ      | 0:2      | 0:2      |

## Фінал
| 26 травня 2002 |

| Гомель                  | 2:0      | БАТЕ |
| ----------------------- | -------- | ---- |
| Борель 59' Карсаков 62' | Протокол |      |

| Стадіон «Динамо», Вітебськ Глядачів: 3 600 Арбітр: Вадим Жук |